# 三浦為恭
三浦 為恭（みうら ためやす、宝永3年（1706年） - 安永4年7月14日（1775年8月9日））は、紀州藩家老三浦家4代当主。
養父は三浦為隆。実父は為隆の弟の中川元宣。正室は三浦為隆の娘。養子は三浦為脩。幼名虎太郎。諱は為親、為恭。通称左近将監。官位は従五位下長門守、遠江守。

## 経歴
宝永3年（1706年）紀州藩士中川元宣の子として生まれる。享保7年（1722年）、叔父で父の実兄である三浦為隆の婿養子となり、藩主徳川宗直の御前で元服。享保12年（1727年）紀州藩家老となり2000石を賜る。享保17年（1732年）養父の家督と知行1万5000石を相続。享保18年（1733年）宗直に従い江戸に出府して将軍徳川吉宗と世子家重に拝謁。同年従五位下長門守に任官。延享4年（1747年）桃園天皇即位の祝賀使を務める。宝暦7年（1757年） 遠江守に遷任。宝暦10年（1760年） 将軍家重が右大臣となり江戸城で拝賀する。同年藩主徳川宗将の八男為脩を養子に迎える。明和元年（1764年）朝鮮通信使の供応を務める。明和4年（1767年）長門守に遷任。安永4年（1775年）7月14日死去。享年70。